# Les Aventures de Robinson Crusoé (film, 1902)
Pour les articles homonymes, voir Les Aventures de Robinson Crusoé.
Pour plus de détails, voir Fiche technique et Distribution.
Les Aventures de Robinson Crusoé est un court métrage de Georges Méliès sorti en 1902 au début du cinéma muet.

## Synopsis
Robinson Crusoé, un marin, fait naufrage sur une île. Il rassemble les provisions qu'il peut tirer de l'épave, y compris un chien et un chat, qui sont les seuls autres survivants de la catastrophe. Après avoir essayé en vain de signaler sa présence à un navire qui passait, Robinson construit une cabane.
Ailleurs sur l'île, au pied d'une falaise, des indigènes cannibales ont fait des prisonniers. Ils les ont tous mangés sauf un. Ils sont sur le point de tuer le dernier prisonnier quand Robinson apparaît et les effraie avec des coups de feu. Robinson prend en charge le prisonnier, le nommant Vendredi. Les deux escaladent la falaise, repoussant les indigènes qui les attaquent au passage. Ils se frayent un chemin en combattant jusqu'à la falaise et dans la cabane. Ensemble, vendredi et Robinson parviennent à tuer tous les indigènes attaquants. Enfin en sécurité, Robinson se lie d'amitié avec Vendredi et lui enseigne quelques compétences. Ils s'installent dans leur hutte, avec le chien et le chat, ainsi qu'un perroquet et une chèvre. Ensemble, ils construisent un canot, affrontent un ouragan, chassent et naviguent autour de l'île.
Vingt-cinq ans après le naufrage de Robinson, des marins débarquent sur l'île ; ils se sont mutinés et ont emprisonné le capitaine et les officiers de leur navire. Vendredi et Robinson attaquent les mutins et libèrent les prisonniers. Le capitaine et les officiers prennent Robinson et Vendredi sur leur navire et les amenent en Angleterre. Après voir amarré à Southampton, Robinson rentre chez lui et est réuni avec sa femme et ses enfants. Vendredi est adopté dans la famille. Dans une dernière scène « d'apothéose », Robinson et Vendredi sont montrés une fois de plus après leur combat avec les indigènes, debout et glorieux sur leur île.

## Fiche technique
- Réalisateur et producteur : Georges Méliès
- Scénario : Daniel Defoe d'après son roman Robinson Crusoé (1719)
- Sociétés de production : Georges Méliès et Star Film
- Format : Muet - Noir et blanc - 1,33:1 - 35 mm
- Pays d'origine : France
- Genre :  Film dramatique
- Durée : 1 minute (fragment)
- Année de sortie : 1902